# Piz Sampuoir
Piz Sampuoir är en bergstopp i Schweiz.   Den ligger i regionen Engiadina Bassa/Val Müstair och kantonen Graubünden, i den östra delen av landet, 210 km öster om huvudstaden Bern. Toppen på Piz Sampuoir är 3 023 meter över havet, eller 215 meter över den omgivande terrängen. Bredden vid basen är 4,3 km.
Terrängen runt Piz Sampuoir är bergig åt nordväst, men åt sydost är den kuperad. Runt Piz Sampuoir är det mycket glesbefolkat, med 4 invånare per kvadratkilometer.. Närmaste större samhälle är Scuol, 13,1 km nordost om Piz Sampuoir. 
Trakten runt Piz Sampuoir består i huvudsak av gräsmarker.